# Jennifer Rhodes
 (août 2023).
Si vous disposez d'ouvrages ou d'articles de référence ou si vous connaissez des sites web de qualité traitant du thème abordé ici, merci de compléter l'article en donnant les références utiles à sa vérifiabilité et en les liant à la section « Notes et références ».
Jennifer Rhodes, née Janice Wilson, le 17 août 1947 à Rosiclare dans l'Illinois, est une actrice américaine.

## Biographie
Fille de Bennie et Clara Wilson, Janice Wilson naît et grandit à Rosiclare, dans l'Illinois, et s'intéresse au théâtre alors qu'elle fréquente l'université du Sud de l'Illinois et déménage à New York peu après son diplôme. Elle étudie la performance scénique et commence à être choisie pour des rôles théâtraux.
Après avoir épousé Jordan Rhodes, elle déménage finalement à Los Angeles où elle cesse de jouer pendant un certain temps parce qu'elle sent, en tant qu'actrice de théâtre, qu'elle ne sait pas grand-chose sur l'acte pour les rôles de télévision ou de cinéma. Elle auditionne finalement avec succès pour des rôles dans la publicité, puis passe à la télévision et au cinéma.
Le premier rôle crédité de Rhodes est dans la série télévisée des années 1960 Le Grand Chaparral, où elle joue le personnage de Tanea. En 1980, elle joue une attachée de presse dans un téléfilm sur Jackie Kennedy. En 1988, elle apparaît dans le film de New World Pictures Fatal Games en tant que mère de Winona Ryder. Elle apparaît dans les séries suivantes : Fame, Matlock, La Petite Maison dans la Prairie, La Loi de Los Angeles, Code Quantum, Côte Ouest, Femmes d'affaires et Dames de cœurs, La Fête à la maison, Red Shoe Diaries, La Vie à cinq, Urgences, Wings, Murphy Brown, Troisième planète après le Soleil, La Vie de famille, Friends, Popular, Espions d'État, et Boston Public. Elle est également apparue sur Disney Channel, dans La Vie de croisière de Zack et Cody.
Jennifer Rhodes est peut-être mieux connue sous le nom de Penny « Grams » Halliwell dans la série The WB Charmed, où elle joue le rôle du fantôme de la grand-mère des sœurs Halliwell et de la matriarche coriace du clan Halliwell. Bien que n'étant pas une habituée, elle apparaît fréquemment tout au long des 8 saisons de la série originale.
Son premier rôle régulier dans la série est dans Nightingales, en tant qu'Effie Gardner.

## Filmographie

### Films
- 1978 : La Nuit des masques
- 1989 : Fatal Games
- 1994 : La Nuit des démons 2
- 1994 : Lovesick

### Séries télévisées
- 1969 - 1971 : Le Grand Chaparral : Tanea
- 1974 - 1983 : La Petite Maison dans la prairie
- 1979 - 1993 : Côte Ouest
- 1982 - 1987 : Fame
- 1986 - 1992 : Matlock
- 1986 - 1993 : Femmes d'affaires et Dames de cœur
- 1986 - 1994 :  La Loi de Los Angeles
- 1987 - 1995 :  La Fête à la maison
- 1988 - 1998 :  Murphy Brown
- 1989 : Nightingales : Effie Gardner[1]
- 1989 - 1993 : Code Quantum
- 1989 - 1997 : La Vie de famille
- 1990 - 1997 : Wings
- 1992 - 1997 : Red Shoe Diaries
- 1994 - 2000 : La Vie à cinq
- 1994 - 2004 : Friends
- 1994 - 2009 : Urgences
- 1996 - 2001 : Troisième planète après le Soleil
- 1998 - 2006 : Charmed : Penny « Grams » Halliwell
- 1999 - 2001 : Popular
- 2000 - 2004 : Boston Public
- 2001 - 2003 : Espions d'État
- 2008 - 2011 : La Vie de croisière de Zack et Cody